# Бемніфосбувір
Бемніфосбувір англ. Bemnifosbuvir, відомий також як AT-527 та RO7496998 — синтетичний експериментальний противірусний препарат, розроблений у лабораторії компанії «Atea Pharmaceuticals», та ліцензований компанією «Roche» для клінічних досліджень, який за хімічною структурою є нуклеотидним аналогом, та розроблений для лікування гепатиту C. Бемніфосбувір є біодоступною гемісульфатною сіллю сполуки AT-511, яка метаболізується за кілька етапів до активного нуклеотидтрифосфату AT-9010, який діє як інгібітор РНК-полімерази, що перешкоджає реплікації вірусу. Препарат досліджувався для лікування хвороб, спричинених коронавірусами, зокрема й спричинених SARS-CoV-2. Бемніфосбувір показав хороші результати на ранніх стадіях клінічних досліджень, але пізніші стадії досліджень дали суперечливі результати, тому запланована 3 фаза клінічних досліджень препарату перенесена на пізніший термін, і її результати очікуються не раніше кінця 2022 року.